# Tchaj-čung
Tchaj-čung (znaky 臺中市, pchin-jin Táizhōng shì, tchajwansky Tâi-tiong-chhī) je centrálně spravovaná speciální obec a město na Tchaj-wanu. Jeho sousedé jsou okres Čang-chua, okres Nan-tchou, okres Chua-lien, okres I-lan, okres Sin-ču a okres Miao-li. Vzniklo 25. prosince 2010 sloučením města Tchaj-čung a bývalého okresu Tchaj-čung.
Ve městě se nachází Tchajwanské národní umělecké muzeum.
Geograficky se okres dělí na hustě osídlenou rovinatou západní část, která hraničí s Tchajwanským průlivem a kde se nachází samotné město Tchaj-čung, a hornatou východní část, kterou se táhnou pohoří Süe-šan, Ťia-li-šan a Centrální pohoří a která je osídlena domorodým obyvatelstvem, převážně z etnika Atayal. V nejvýchodnější části se rozprostírají části Národního parku Shei-Pa a Národního parku Taroko.

## Doprava
Letecky město obsluhuje Mezinárodní letiště Tchaj-čung. Ve městě se také nachází stanice vysokorychlostní vlakové tratě HSR a prochází jim dvě linky Tchajwanské železnice (TRA). Na silniční dopravu je území napojeno přes dálnice č. 1 a 3, propojující sever a jih ostrova, a silnici č. 8, propojující západní a východní pobřeží. V roce 2020 byla ve městě uvedena do provozu první linka metra, propojující nádraží vysokorychlostní železnici (HSR) v jihozápadní části města se severovýchodní částí Tchaj-čungu.

## Partnerská města
- Auckland, Nový Zéland (14. říjen 2010)
- Austin, Texas, USA (22. září 1986)
- Baton Rouge, Louisiana, USA (18. duben 1980)
- Caen, Francie (24. říjen 2012)
- Columbus, Georgie, USA (11. listopad 2007)
- Čchungdžu, Jižní Korea (27. listopad 1969)
- Cheyenne, Wyoming, USA (8. srpen 1981)
- Kwajalein, Marshallovy ostrovy (19. červenec 2002)
- Makati, Filipíny (27. červenec 2004)
- Manchester, New Hampshire, USA (8. květen 1989)
- New Haven, Connecticut, USA (29. březen 1965)
- Pietermaritzburg, JAR (9. prosinec 1983)
- Reno, Nevada, USA (8. říjen 1985)
- San Diego, Kalifornie, USA (19. listopad 1983)
- Santa Cruz de la Sierra, Bolívie (21. listopad 1978)
- San Pedro Sula, Honduras (28. říjen 2003)
- Tacoma, Washington, USA (9. červenec 2000)
- Tucson, Arizona, USA (31. srpen 1979)
- Winnipeg, Kanada (2. duben 1982)